# NO Андромеды
NO Андромеды (лат. NO Andromedae) — одиночная переменная звезда в созвездии Андромеды на расстоянии (вычисленном из значения параллакса) приблизительно 33975 световых лет (около 10417 парсеков) от Солнца. Видимая звёздная величина звезды — от +17,17m до +16,46m.

## Характеристики
NO Андромеды — белая пульсирующая переменная звезда типа RR Лиры (RRC) спектрального класса A. Эффективная температура — около 7757 K.